# Amtsgericht Apenrade
Das Amtsgericht Apenrade war ein deutsches Amtsgericht mit Sitz in Apenrade.
Koordinaten: 55° 2′ 58,3″ N, 9° 25′ 14,1″ O

## Geschichte
Bis 1866 wurde die Rechtsprechung in Apenrade durch das Amt Apenrade wahrgenommen.
Mit der Annexion Schleswig-Holsteins wurden 1867 in der nunmehr preußischen Provinz fünf Kreisgerichte und das übergeordnete Appellationsgericht Kiel eingerichtet. Als Eingangsgerichte wurden Amtsgerichte geschaffen, darunter das Amtsgericht  Apenrade als eines von 19 Amtsgerichten des Kreisgerichts Flensburg. Den Gerichtssprengel bildete die Stadt Apenrade mit der Landgemeinde und die Kirchspiele Enstedt, Uck und Klipleff.
1873 wurde das Amtsgericht Gravenstein aufgelöst und sein Sprengel auf die Amtsgerichte Apenrade und Flensburg verteilt.
Mit dem Inkrafttreten des deutschen Gerichtsverfassungsgesetzes am 1. Oktober 1879 wurden reichsweit einheitlich Amts-, Land- und Oberlandesgerichte geschaffen. Das Amtsgericht Apenrade blieb bestehen und war nun dem Landgericht Flensburg nachgeordnet.
Sein Gerichtsbezirk umfasste daraufhin den Kreis Apenrade außer den Teilen, die dem Amtsgericht Flensburg zugeordnet war. Am Gericht bestanden 1880 zwei Richterstellen. Das Amtsgericht war damit ein mittelgroßes Amtsgericht im Landgerichtsbezirk.

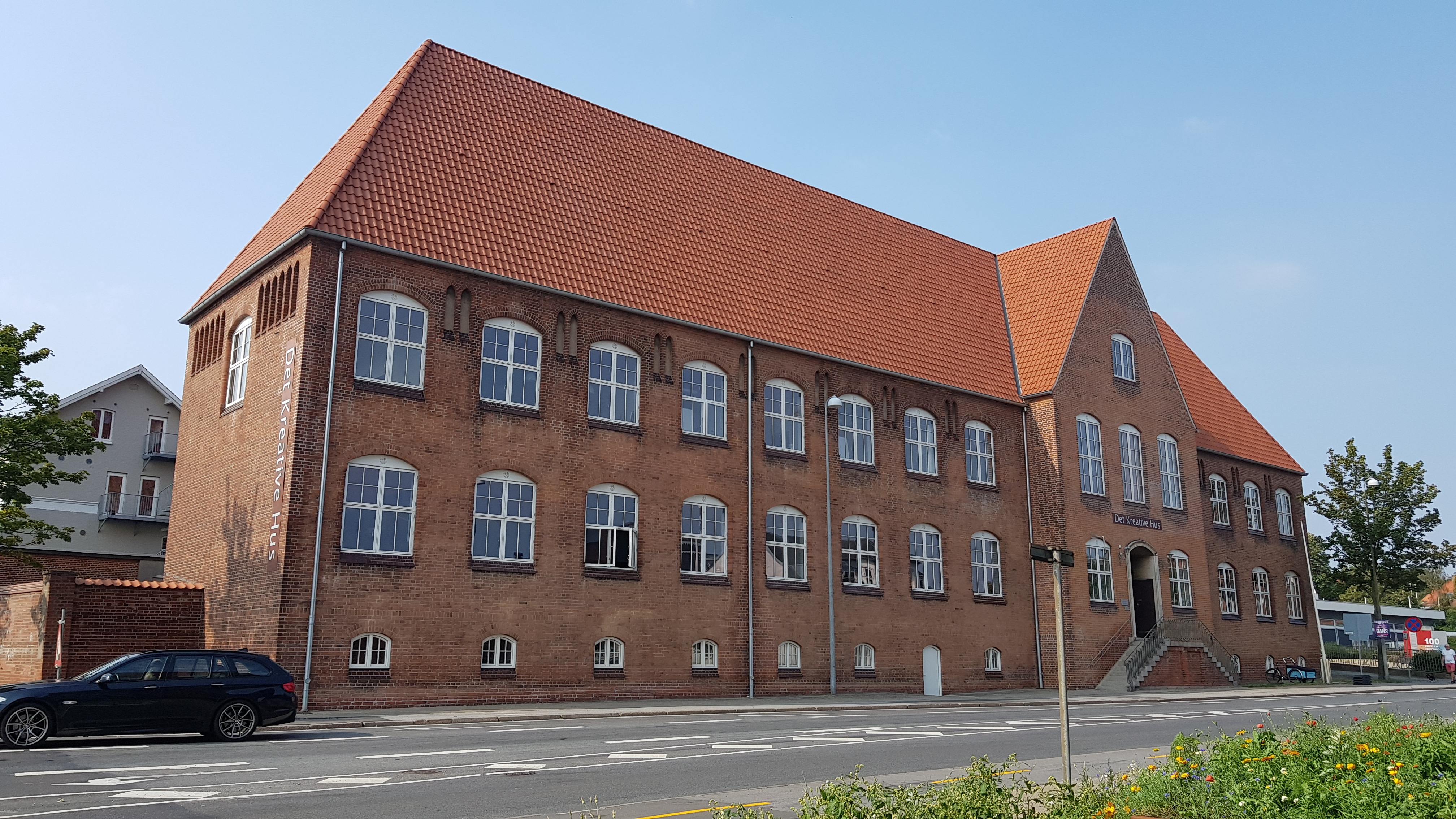
Früheres Preußisches Amtsgericht, heute: Det Kreative Hus (ohne Stufengiebel und neogotische Applikationen) im Haderslevvej 1

1919 wurde der Sprengel des Amtsgerichts Apenrade dänisch und die Geschichte des Amtsgerichts Apenrade endete. In Dänemark wurde mit Gesetz vom 28. Juni 1920 das Retten i Aabenraa eingerichtet. Dieses bestand bis 1972. Seit 1972 besteht kein Eingangsgericht mehr in Apenrade, das zuständige Gericht war ab dann das Retten i Sønderborg in Sonderburg.